# Blitzkrieg (zespół muzyczny)
Blitzkrieg – łódzka formacja założona w 1986 roku, w Łodzi, tworząca pod wpływem zespołu muzycznego – „Bauhaus”, „Swans”, wczesnego „The Cult”.

## Historia zespołu[2][3]
Zespół założony przez muzyków – Petera „Dyda” Guellarda, Tomasza „Mechu” Wojciechowskiego, Tomasza „Bryku” Bryczka – tworzących wcześniej formację „Cinema” z Bogusławem Michalonkiem.
W 1988 grupa Blitzkrieg została zakwalifikowana do konkursu podczas festiwalu w Jarocinie, a ich utwór „Remarque” znalazł się na składance Jarocin ’88 wydanej przez Polskie Nagrania „Muza” w 1989 roku. Rok później grupa powróciła do Jarocina na zaproszenie Tomasza Budzyńskiego z zespołu „Armia”.
W 1989 roku Blitzkrieg zaprezentował się również na Odjazdach i warszawskiej zadymie, a ich utwór „Fall od Jericho” znalazł się na liście przebojów Rozgłośni Harcerskiej. W tym samym roku do zespołu dołączyli Tomasz Tybulczuk, grający na instrumentach klawiszowych), Paweł Bulski, grający wcześniej w zespole „Pornografia”) oraz Kamila Sowińska i Ewa Śrudkowska (wokal, skrzypce i altówka). W tym składzie zespół zarejestrował materiał na debiutancki album „Holy War”. Album ukazał się najpierw na kasecie magnetofonowej, następnie jako jeden z pierwszych w Polsce na CD. Grupa wyruszyła w trasę promującą album, jednak po występach w Holandii, zawiesiła działalność.
Peter Guellard wyemigrował do Stanów Zjednoczonych i występował w zespołach „Mace” i „The Electric Hellfire”. W 1999 roku grał na trasie z „Closterkeller”. W 2002 roku współpracował z zespołem „Sweet Noise”.
Wojciechowski grał równolegle w zespole „Jezabel Jazz” i reaktywowanej „Moskwie”.
Paweł Bulski również pozostał w branży, przez wiele lat pracował w koncernie Pomaton EMI. Później był menedżerem znanych polskich i zagranicznych wykonawców.
Wiosną 2019 roku muzycy reaktywowali grupę. Do składu dołączył perkusista – Łukasz Klaus, od lat związany m.in. z łódzką sceną muzyczną („Heart & Soul”, „NOT”, „Cool Kids of Death”, „Hedone”, „19 Wiosen”). W tym samym roku na rynku ukazała się readycja ich pierwszego albumu – „Holy War”.
Blitzkrieg zaprezentował się również podczas festiwali „Castle Party” w Bolkowie oraz „Soundedit” w Łodzi.
24 października zespół wydał minialbum „Good Times”.

## Skład zespołu
- Peter „Dyda” Guellard – wokal, gitara, bas, programowanie
- Tomasz „Mechu” Wojciechowski – gitara, wokal, instrumenty klawiszowe
- Paweł Bulski – bas (od 1990)
- Łukasz Klaus – perkusja (od 2019)
- Tomasz „Bryku” Bryczek – perkusja
- Sylwester Choina – saksofon (1988)
- Arkadiusz Bogus – saksofon (1988)
- Fiolka Najdenowicz – wokal (1989)
- Krzysztof Najman – bas (1990)
- Arkadiusz Sawicki (aka Tytus de Ville) – gitara (1990)
- Andrzej Szymańczak – perkusja (1990)
- Tomasz Tybulczuk – instrumenty klawiszowe (1989–1991)
- Kamila Sowińska – wokal, altówka (1990–1991)
- Ewa Śrudkowska (1990–1991) – wokal, skrzypce

## Dyskografia

### Albumy studyjne
| Rok  | Dane dot. albumu    |
| ---- | ------------------- |
| 1992 | Holy War            |
| 2019 | Holy War (readycja) |
| 2019 | Good Times (EP)     |

### Single
| Rok  | Tytuł           | Album      |
| ---- | --------------- | ---------- |
| 1992 | Fall of Jericho | Holy War   |
| 2019 | Elevator        | Holy War   |
| 2019 | Good Times      | Good Times |

### Teledyski
| Rok  | Tytuł      | Album      |
| ---- | ---------- | ---------- |
| 2019 | Elevator   | Holy War   |
| 2019 | Good Times | Good Times |